# Raffaele Calace

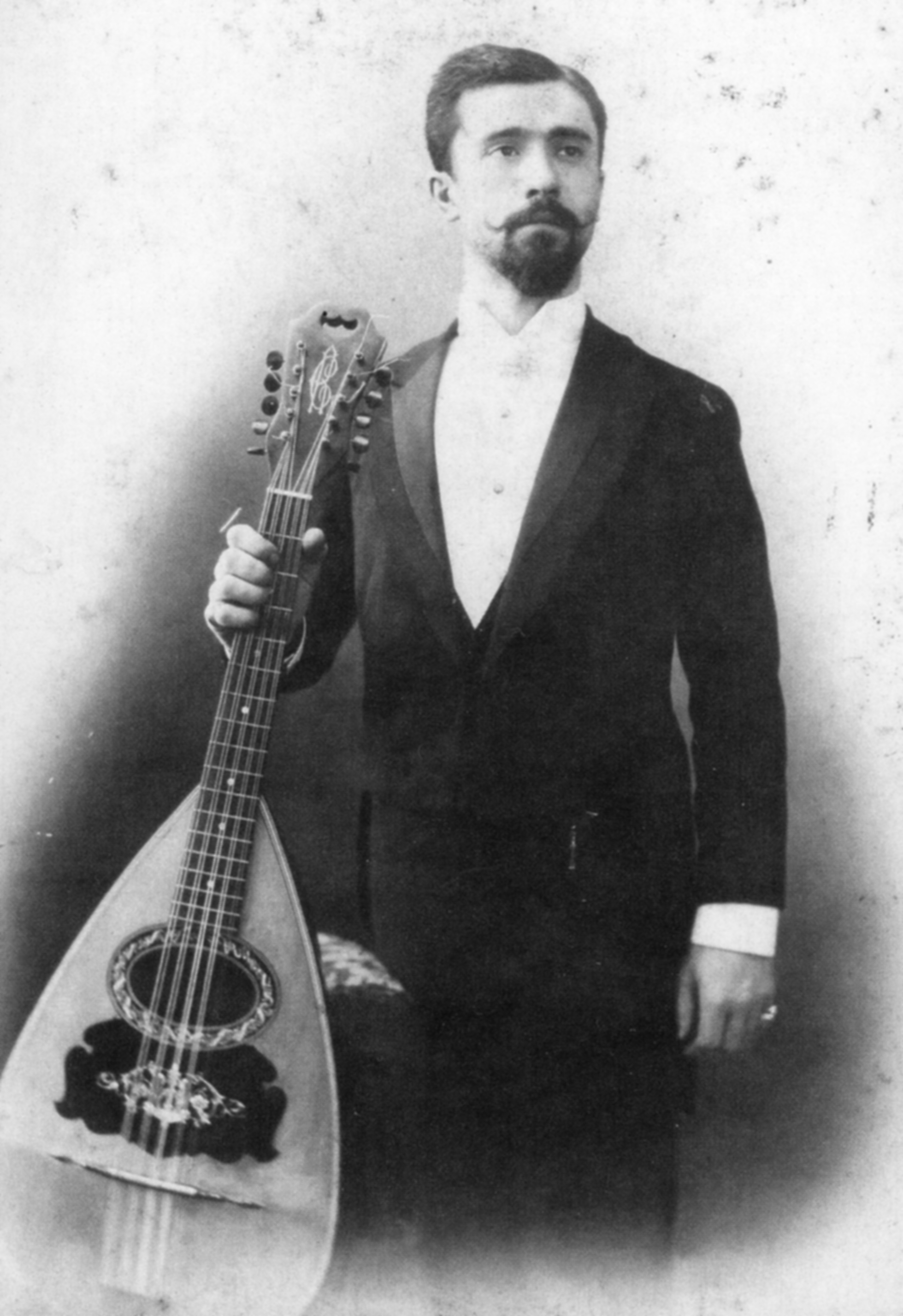
Raffaele Calace, hier mit einem Liuto Cantabile abgebildet.

Raffaele Calace (* 29. Dezember 1863 in Neapel; † 14. November 1934 ebendort) war ein italienischer Mandolinenspieler, Komponist und Instrumentenbauer.

## Leben und Wirken
Calaces Großvater Nicola gründete1825 eine Lauten-Werkstatt auf der Insel Procida. Raffaele wurde in Neapel, Italien, als zweiter Sohn des Antonio Calace (1828–1876), eines erfolgreichen Instrumentenbauers, geboren und wurde zunächst zum Musiker ausgebildet. Zur gleichen Zeit entdeckte er die musikalischen Möglichkeiten der Mandoline und bald wurde er zum unvergleichlichen Mandolinenvirtuosen. Nach seinem Studium am „Regio Conservatorio di Musica“ in Neapel, das er mit höchsten Auszeichnungen beendete, war sein Hauptziel, der Mandoline einen vollständigen und ehrenvollen Platz in der Musik zu verschaffen. Um dieses zu erreichen, tourte er in Europa und Japan und gab unzählige Konzerte auf der neapolitanischen Mandoline und dem Mandoloncello. Es wird angenommen, dass die Bass-Variante der Mandolinen-Familie zunächst von den berühmten neapolitanischen Geigenbauern der Vinaccia Familie im letzten Jahrzehnt des 19. Jahrhunderts und von Raffaele Calace selbst perfektioniert wurde. Er spielte Schallplatten ein, auf denen er als einer der größten Virtuosen auf dem Mandoloncello zu hören ist.
Raffaele Calace schrieb über 200 Kompositionen, die zu den schönsten und technisch anspruchsvollsten Werken für Mandoline gehören: Werke für Mandoline solo oder Zusammensetzungen für Mandoline in Kombination mit anderen Instrumenten. Duette mit Klavier; Triokombinationen mit Mandola und Gitarre; romantische Mandolinenquartette (2 Mandolinen, Mandola und Gitarre); Quintette und Konzerte für Mandoline Solo mit Orchester etc.
Calace schrieb auch pädagogische Werke für Mandoline und Mandoloncello. Die "Schule für Mandoline" wurde im Jahr 1910 veröffentlicht, die deutsche Ausgabe 1922.
Raffaele Calace und sein Bruder Nicola Calace (1861–1924) führten neben ihrer Tätigkeit als Musiker Verbesserungen der Bautechnik der Instrumente ein und modernisierten die neapolitanische Mandoline. Als Nicola Calace 1906 in die USA emigrierte, setzte Raffaele die Werkstatt mit seiner Tochter Maria, einer begnadeten Mandolinenspielerin, und seinem Sohn Giuseppe Calace (1899–1968) fort. Heute wird die Werkstatt durch seinen Enkel Raffaele Calace Jr. geleitet.